# Ricardo Lombardo
Ricardo Juan Lombardo Capdevielle (en Montevideo, Uruguay; 21 de octubre de 1953) es un contador público, licenciado en administración,  periodista y político uruguayo.

## Reseña biográfica

### Comienzos
A sus 16 años ingresó  como periodista en El Día, el diario fundado por José Batlle y Ordóñez. En 1973 fue destacado por ese periódico a cubrir la información del golpe de Estado ocurrido en Uruguay. Durante la dictadura cívico militar fue convocado por Enrique Tarigo a escribir en el semanario Opinar, uno de los principales oponentes a ese régimen. Allí empezó su actividad política. En 1982 fue elegido  convencional por el sector de Libertad y Cambio liderado por Tarigo.

### Siguiente etapa
En las primeras elecciones nacionales libres que tuvieron lugar en 1984, fue elegido diputado por el mismo sector, y fue uno de los 99 representantes nacionales que reinauguraron la democracia el 15 de febrero de 1985. Debido a su formación profesional, asumió la responsabilidad de la defensa parlamentaria del primer presupuesto de la democracia recuperada.
En 1986, durante el primer gobierno de Julio María Sanguinetti, fue designado Subsecretario de Estado en el Ministerio de Ganadería, Agricultura y Pesca,  en cuya calidad, participó como representante uruguayo en el lanzamiento de la Ronda Uruguay del GATT, y en la creación del Grupo de Cairns, con el objetivo de defender a los países de agricultura eficiente.
En 1988, en las Asambleas Anuales realizadas en Berlín,  fue nombrado Director Ejecutivo Alterno del Fondo Monetario Internacional, en representación de Argentina, Bolivia, Chile, Paraguay Perú Uruguay, por lo que debió radicarse en Washington D. C.
En 1990, a su retorno,  durante el gobierno de Luis Alberto Lacalle, ocupó el cargo de director del Banco Central del Uruguay en representación de la oposición, hasta 1993 en que asumió una banca en el senado.
Volvió a ser electo diputado en las elecciones realizadas en 1994 y fue elegido Presidente de la Comisión de Presupuesto integrada con Hacienda.

### Logros en gestión
En septiembre de 1995, durante el segundo gobierno de Julio María Sanguinetti, fue designado presidente de la  (Administración Nacional de Telecomunicaciones). Durante su mandato de tres años, se colocaron casi la misma cantidad de teléfonos que se habían instalado en el resto de la historia del organismo, terminando con las limitaciones casi culturales de acceso a los mismos. Además se priorizó el desarrollo de Internet adelantándose varios años respecto a los países de la región. El crecimiento de la telefonía celular produjo un incremento formidable.
Se completó la digitalización de la red en ese período y Uruguay fue el cuarto país del mundo en conseguir ese logro.
En su período, con ese crecimiento, la empresa incrementó sustancialmente la facturación, lo cual permitió rebajar tarifas, volcar crecientes partidas a Rentas Generales, y además proyectar la construcción de la sede del organismo. Lombardo es considerado el ideólogo y principal impulsor de la Torre de las Telecomunicaciones que años después se constituiría en su ícono montevideano. El sector político al que pertenecía, el Foro Batllista del Partido Colorado, lo nominó como precandidato a la Presidencia de la República. 
Sin embargo en una instancia de elección interna fue derrotado y a partir de allí decidió retirarse de la vida pública.
Se dedicó entonces a la actividad privada, realizando varios emprendimientos empresariales y profesionales. Además fue consultor del Banco Interamericano de Desarrollo.

## Vida personal
Lombardo tuvo también actividad en el ámbito del deporte, integrando en varias oportunidades la Comisión Directiva del Defensor Sporting Club (antes Club Atlético Defensor), donde su padre, Ricardo Fernando Lombardo, fue presidente y durante varias décadas representante ante la Asociación Uruguaya de Fútbol.
Desde marzo de 2020 es Presidente Ejecutivo de CAFO (Comisión Administradora del Field Oficial-Estadio Centenario).
Publicó cinco libros: Unificación o Caos, Banda Oriental , 1993; Adiós a los dinosaurios, Arca, 2001; Club de Ricos, Arca, 2009  y Noticia del golpe de Estado, Ediciones de la Plaza, 2015  y La Conquista de París 1924. El Fútbol como Consagración de la Uruguayidad .(Ediciones de la Banda Oriental, 2022).
Es casado y tiene tres hijos. Vive en Montevideo.